# Adoretus zavattarii
Adoretus zavattarii är en skalbaggsart som beskrevs av Gridelli 1939. Adoretus zavattarii ingår i släktet Adoretus och familjen Rutelidae. Inga underarter finns listade i Catalogue of Life.